# Croisic Building
El Croisic Building es un edificio situado en el 220 de la Quinta avenida en la esquina de West 26th en el vecindario NoMad de Manhattan, Nueva York, ahora parte del Distrito Histórico Norte de Madison Square. Fue construido entre 1910 y 1912 y fue diseñado por Frederick C. Browne en estilo neogótico. En 1932 fue descrito como "Uno de los edificios arquitectónicamente más exquisitos de todo Nueva York".